# Hexatoma juxta
Hexatoma juxta är en tvåvingeart som beskrevs av Alexander 1938. Hexatoma juxta ingår i släktet Hexatoma och familjen småharkrankar. Inga underarter finns listade i Catalogue of Life.